# Doué Noumandiez Désiré
Doué Noumandiez Désiré (1970. szeptember 29. –) elefántcsontparti nemzetközi labdarúgó-játékvezető.

## Pályafutása

### Nemzeti játékvezetés
Pályafutása során hazája legfelső szintű labdarúgó-bajnokságának játékvezetője lett.

### Nemzetközi játékvezetés
Az Elefántcsontparti labdarúgó-szövetség Játékvezető Bizottsága (JB) 2004-ben terjesztette fel nemzetközi játékvezetőnek, a Nemzetközi Labdarúgó-szövetség (FIFA) bíróinak keretébe. Több nemzetek közötti válogatott és klubmérkőzést vezetett.

#### Világbajnokság
A világbajnoki döntőhöz vezető úton Dél-Afrikába a XIX., a 2010-es labdarúgó-világbajnokságra, valamint Brazíliába a XX., a 2014-es labdarúgó-világbajnokságra a FIFA JB bíróként alkalmazta. Az Afrika (CAF) zónában teljesített játékvezetői feladatokat.

##### 2010-es labdarúgó-világbajnokság

###### Selejtező mérkőzés
| Időpont             | Helyszín                            | Mérkőzés típusa            | Mérkőzés                       | Eredmény | Nézők száma |
| ------------------- | ----------------------------------- | -------------------------- | ------------------------------ | -------- | ----------- |
| 2008. május 31.     | Régional Nyamirambo Stadion, Kigali | előselejtező (8. csoport)  | Ruanda–Mauritánia              | 3 : 0    | 12 000      |
| 2008. június 14.    | Nemzeti Stadion, N’Djamena          | előselejtező (10. csoport) | Csád–Kongó                     | 2 : 1    | 8 000       |
| 2008. június 22.    | Március 26. Stadion, Bamako         | előselejtező (10. csoport) | Mali–Szudán                    | 3 : 0    | 25 000      |
| 2008. szeptember 6. | Nemzeti Stadion, Freetown           | előselejtező (4. csoport)  | Sierra Leone–Egyenlítői-Guinea | 2 : 1    | 22 000      |
| 2009. október 10.   | Omar Bongo Stadion, Libreville      | előselejtező (A. csoport)  | Gabon–Marokkó                  | 3 : 1    | 14 000      |
| 2009. november 14.  | Machava Stadion, Maputo             | előselejtező (B. csoport)  | Mozambik–Tunézia               | 1 : 0    | 30 000      |

##### 2014-es labdarúgó-világbajnokság
2012-ben a FIFA JB bejelentette, hogy a brazil labdarúgó-világbajnokság lehetséges játékvezetőinek átmeneti listájára jelölte. A kiválasztottak mindegyike részt vett több szakmai szemináriumon. A FIFA JB 25 bírót és segítőiket, valamint kilenc tartalék bírót és melléjük egy-egy asszisztenst nevezett meg. A végleges listát különböző technikai, fizikai, pszichológiai és egészségügyi tesztek teljesítése, valamint különböző erősségű összecsapásokon mutatott teljesítmények alapján állították össze.

###### Selejtező mérkőzés
| Időpont             | Helyszín                                         | Mérkőzés típusa                       | Mérkőzés             | Eredmény | Nézők száma |
| ------------------- | ------------------------------------------------ | ------------------------------------- | -------------------- | -------- | ----------- |
| 2012. június 2.     | Leopold Senghor Stadion, Nantes                  | előselejtező (2. forduló; J csoport)  | Szenegál–Libéria     | 3 – 1    | 15 000      |
| 2013. március 23.   | GSP Stadion, Nicosia                             | előselejtező (2. forduló; E. csoport) | Burkina Fasó–Nigéria | 4 – 0    | 35 000      |
| 2013. június 5.     | Moi International Sports Centre Stadion, Nairobi | előselejtező 2. forduló; (F. csoport) | Kenya–Nigéria        | 0 – 1    | 30 000      |
| 2013. szeptember 8. | Ahmadou Ahidjo Stadion, Yaoundé                  | előselejtező (2. forduló; I. csoport) | Kamerun–Líbia        | 1– 0     | 35 000      |
| 2013. november 19.  | Június 30. Stadion, Kairó                        | előselejtező (rájátszás; 2. mérkőzés) | Egyiptom–Ghána       | 2 – 1    | 25 000      |

###### Világbajnoki mérkőzés
| Időpont          | Helyszín                         | Mérkőzés típusa        | Mérkőzés              | Eredmény | Nézők száma |
| ---------------- | -------------------------------- | ---------------------- | --------------------- | -------- | ----------- |
| 2014. június 13. | Pantanal Stadion, Cuiabá         | selejtező (B. csoport) | Chile–Ausztrália      | 3 – 1    | 40 275      |
| 2014. június 25. | Maracanã Stadion, Rio de Janeiro | selejtező (E. csoport) | Ecuador–Franciaország | 0 – 0    | 73 749      |

---
Kolumbia a 2011-es U20-as labdarúgó-világbajnokságot, Törökország a 2013-as U20-as labdarúgó-világbajnokságot rendezte, ahol a FIFA JB hivatalnoki szolgálattal bízta meg.

##### 2011-es U20-as labdarúgó-világbajnokság
| Időpont            | Helyszín                            | Mérkőzés típusa        | Mérkőzés                  | Eredmény | Nézők száma |
| ------------------ | ----------------------------------- | ---------------------- | ------------------------- | -------- | ----------- |
| 2011. július 31.   | Centenario Stadion, Armenia         | selejtező (D. csoport) | Horvátország–Szaúd-Arábia | 0 : 2    | 9 030       |
| 2011. augusztus 4. | Atanasio Girardot Stadion, Medellín | selejtező (F. csoport) | Argentína–Észak-Korea     | 3 : 0    | 11 604      |

##### 2013-as U20-as labdarúgó-világbajnokság
| Időpont          | Helyszín                      | Mérkőzés típusa        | Mérkőzés                | Eredmény | Nézők száma |
| ---------------- | ----------------------------- | ---------------------- | ----------------------- | -------- | ----------- |
| 2013. június 25. | Yeni Şehir Stadion, Rize      | selejtező (C. csoport) | Törökország–Kolumbia    | 0 – 1    | 13 015      |
| 2013. július 2.  | Kamil Ocak Stadion, Gaziantep | egyik nyolcaddöntő     | Görögország–Üzbegisztán | 1 – 3    | 14 800      |

#### Afrikai nemzetek bajnoksága
Az Afrikai Labdarúgó-szövetség (CAF) által 2009-ben útjára indított első labdarúgó tornát Elefántcsontpart, 2011-ben a másodikat Szudán rendezte, ahol a CAF JB bírói szolgálatra alkalmazta.

##### 2009-es Afrikai nemzetek bajnoksága
| Időpont           | Helyszín                                | Mérkőzés típusa        | Mérkőzés                              | Eredmény | Nézők száma |
| ----------------- | --------------------------------------- | ---------------------- | ------------------------------------- | -------- | ----------- |
| 2009. február 23. | Városi Stadion, Bouaké                  | selejtező (B. csoport) | Kongói Demokratikus Köztársaság–Líbia | 2 – 0    |             |
| 2009. március 8.  | Félix Houphouët-Boigny Stadion, Abidjan | döntő                  | Ghána–Kongói Demokratikus Köztársaság | 0 – 2    | 35 000      |

##### 2011-es Afrikai nemzetek bajnoksága
| Időpont           | Helyszín                     | Mérkőzés típusa        | Mérkőzés       | Eredmény | Nézők száma |
| ----------------- | ---------------------------- | ---------------------- | -------------- | -------- | ----------- |
| 2011. február 7.  | Stade Port Sudan, Port Sudan | selejtező (D. csoport) | Angola–Tunézia | 1 – 1    |             |
| 2011. február 12. | AlHilal Stadion, Omdurmán    | selejtező (A. csoport) | Gabon–Uganda   | 2 – 1    |             |
| 2011. február 22. | Al-Merrikh Stadion, Omdurman | egyik elődöntő         | Szudán–Angola  | 1 – 1    |             |

#### Afrikai nemzetek kupája
Angola a 27. 2010-es afrikai nemzetek kupája, Egyenlítői-Guinea és Gabon a 28. 2012-es afrikai nemzetek kupája, valamint Dél-Afrika a 29. 2013-as afrikai nemzetek kupája labdarúgó tornát rendezte, ahol a CAF JB bírói szolgálattal bízta meg.

##### 2010-es afrikai nemzetek kupája

###### Selejtező mérkőzés
| Időpont          | Helyszín                             | Mérkőzés típusa           | Mérkőzés        | Eredmény | Nézők száma |
| ---------------- | ------------------------------------ | ------------------------- | --------------- | -------- | ----------- |
| 2010. január 14. | Cidade Universitária Stadion, Luanda | előselejtező (A. csoport) | Angola–Malawi   | 2 : 0    | 48 500      |
| 2010. január 21. | Alto da Chela Stadion, Lubango       | előselejtező (D. csoport) | Kamerun–Tunézia | 2 : 2    | 19 000      |

##### 2012-es afrikai nemzetek kupája

###### Selejtező mérkőzés
| Időpont             | Helyszín                               | Mérkőzés típusa           | Mérkőzés                                 | Eredmény | Nézők száma |
| ------------------- | -------------------------------------- | ------------------------- | ---------------------------------------- | -------- | ----------- |
| 2010. augusztus 11. | Nemzeti Stadion, N'Djamena             | előselejtező (K. csoport) | Csád–Tunézia                             | 1 : 3    |             |
| 2010. október 10.   | Général Seyni Kountché Stadion, Niamey | előselejtező (G. csoport) | Nigéria–Egyiptom                         | 1 : 0    | 35 000      |
| 2011. március 27.   | Général Seyni Kountché Stadion, Niamey | előselejtező (G. csoport) | Nigéria–Sierra Leone                     | 3 : 1    |             |
| 2011. június 4.     | Városi Stadion, Marrákes               | előselejtező (D. csoport) | Marokkó–Algéria                          | 4 : 0    | 0           |
| 2011. szeptember 3. | Leopold Senghor, Stadion, Dakar        | előselejtező (E. csoport) | Szenegál–Kongói Demokratikus Köztársaság | 2 : 0    |             |
| 2011. október 8.    | Városi Stadion, Abuja                  | előselejtező (B. csoport) | Nigéria–Guinea                           | 2 : 2    |             |

###### Döntők mérkőzések
| Időpont          | Helyszín                    | Mérkőzés típusa        | Mérkőzés                | Eredmény | Nézők száma |
| ---------------- | --------------------------- | ---------------------- | ----------------------- | -------- | ----------- |
| 2012. január 21. | Városi Stadion, Bata        | selejtező (A. csoport) | Egyenlítői-Guinea–Líbia | 1 : 0    | 35 000      |
| 2012. január 31. | Városi Stadion, Franceville | selejtező (C. csoport) | Gabon – Tunézia         | 1 : 0    |             |

##### 2013-as afrikai nemzetek kupája

###### Selejtező mérkőzés
| Időpont             | Helyszín                               | Mérkőzés típusa           | Mérkőzés       | Eredmény |
| ------------------- | -------------------------------------- | ------------------------- | -------------- | -------- |
| 2012. február 29.   | Idriss Mahamat Ouya Stadion, N'Djamena | előselejtező (1. forduló) | Csád–Malawi    | 3 : 2    |
| 2012. június 16.    | U. J. Esuene Stadion, Calabar          | előselejtező (1. forduló) | Nigéria–Ruanda | 2 – 0    |
| 2012. szeptember 8. | Levy Mwanawasa Stadion, Ndola          | előselejtező (2. forduló) | Zambia–Uganda  | 1 – 0    |

###### Döntők mérkőzések
| Időpont          | Helyszín                                   | Mérkőzés típusa        | Mérkőzés   | Eredmény | Nézők száma |
| ---------------- | ------------------------------------------ | ---------------------- | ---------- | -------- | ----------- |
| 2013. január 24. | Nelson Mandela Bay Stadion, Port Elizabeth | selejtező (B. csoport) | Ghána–Mali | 1 – 0    | 8000        |

#### Nemzetközi kupamérkőzések
Vezetett Kupa-döntők száma: 1.

##### CAF Bajnokok Ligája
| Időpont            | Helyszín                 | Mérkőzés típusa        | Mérkőzés                      | Eredmény | Nézők száma |
| ------------------ | ------------------------ | ---------------------- | ----------------------------- | -------- | ----------- |
| 2011. november 12. | Január 14 Stadion, Radès | döntő második mérkőzés | Espérance ST–Vidad Casablanca | 1 : 0    | 65 000      |

##### FIFA-klubvilágbajnokság
| Időpont            | Helyszín                     | Mérkőzés típusa | Mérkőzés                  | Eredmény | Nézők száma |
| ------------------ | ---------------------------- | --------------- | ------------------------- | -------- | ----------- |
| 2011. december 18. | Nemzetközi Stadion, Jokohama | bronzmérkőzés   | Kashiwa Reysol–Al Sadd SC | 0 – 0    | 60 527      |